# Біатлон на зимових Азійських іграх 2003
Змагання з біатлону на зимових Азійських Іграх 2003 проводилися в місті Івакі, (Японія) з 3 по 7 лютого. Було проведено 6 змагань, три для чоловіків та три для жінок.

## Країни-учасники
У змаганнях взяли участь 35 спортсменів з п'яти країн.
| Країна         | КС |
| -------------- | -- |
| Китай          | 9  |
| Казахстан      | 8  |
| Японія         | 8  |
| Монголія       | 1  |
| Південна Корея | 9  |

## Медалісти

### Чоловіки
| Дисципліна           | Золото                                                        | Срібло                                                          | Бронза                                                |
| -------------------- | ------------------------------------------------------------- | --------------------------------------------------------------- | ----------------------------------------------------- |
| 10 км, спринт        | Хіронао Мегуро Японія                                         | Сунао Ното Японія                                               | Татсумі Касахара Японія                               |
| 12,5 км              | Хіронао Мегуро Японія                                         | Сунао Ното Японія                                               | Киоджі Суга Японія                                    |
| 4 × 7,5 км, естафета | Японія Сунао Ното Хіронао Мегуро Татсумі Касахара Киоджі Суга | Південна Корея Сон Хае-Квон Кім Кьюн-Тае Парк Юн-Бе Шін Бюн-Кук | Китай Цьов Льєнхай Джанг Хонгдзюн Джанг Цінг Ванг Сін |

### Жінки
| Дисципліна         | Золото                                       | Срібло                                                         | Бронза                                                                      |
| ------------------ | -------------------------------------------- | -------------------------------------------------------------- | --------------------------------------------------------------------------- |
| 7,5 км, спринт     | Тамамі Танака Японія                         | Конг Інчао Китай                                               | Лю Сяньїн Китай                                                             |
| 10 км              | Конг Інчао Китай                             | Лю Сяньїн Китай                                                | Сунь Жибо Китай                                                             |
| 4 × 6 км, естафета | Китай Конг Інчао Лю Сяньїн Сунь Жибо Ю Шумей | Японія Санае Такано Тамамі Танака Канае Сузукі Ікуйо Тсукідате | Казахстан Єлена Дубок Вікторія Афанасьєва Ольга Полтораніна Інна Можевітіна |

## Таблиця медалей
| Місце                      | Країна         | Золото | Срібло | Бронза | Загалом |
| -------------------------- | -------------- | ------ | ------ | ------ | ------- |
| 1                          | Японія         | 4      | 3      | 2      | 9       |
| 2                          | Китай          | 2      | 2      | 3      | 7       |
| 3                          | Південна Корея | 0      | 1      | 0      | 1       |
| 4                          | Казахстан      | 0      | 0      | 1      | 1       |
| Разом                      | Разом          | 6      | 6      | 6      | 18      |
| Примітка: приймаюча країна |                |        |        |        |         |